# Munkegårde Hegn
Munkegårde Hegn er en skov i Helsingør Kommune. Skoven er fredskov. Skoven er overvejende en overvejende bøgeskov. Skovens størrelse er 21,5 ha. 

## Geologi og jordbund
Skoven ligger i et morænelandskab fra sidste istid med dødispræg. Jornbunden er præget af grus. I forbindelse med lavninger findes postglaciale aflejringer af tørv.

## Plantevækst
Skoven er helt domineret af bøg, men der findes også en del rødgran.

## Dyreliv
Skoven rummer en hejrekoloni, den eneste i Nordøstsjælland.

## Kulturliv
En rest af den gamle Kongevej mellem Hørsholm og Helsingør ligger i skoven.

## Fredninger m.m.
Egentlige fredninger er ikke foretaget.
Skoven er fredsskov.

## Anvendelse
Skoven fungerer som ekstensiv udflugtsskov for befolkningen i Kvistgård. Munkegårde Hegn indgår i Nationalpark Kongernes Nordsjælland.